# Grace for Drowning
Grace for Drowning drugi je studijski album britanskog glazbenika Stevena Wilsona i njegov je prvi dvostruki album. Diskografska kuća Kscope objavila ga je 26. rujna 2011. Uradak je bio nominiran za nagradu Grammy u kategoriji „Najbolji surround sound-album”.

## O albumu
Nakon što je objavio prvi samostalni album Insurgentes, Wilson se odlučio posvetiti svojim drugim projektima. Snimio je album The Incident s Porcupine Treejem i Welcome to My DNA sa sastavom Blackfield, a s Mikaelom Åkerfeldtom (frontmenom sastava Opeth) osnovao je projekt Storm Corrosion. Godine 2001. napisao je pjesmu „Cut Ribbon” za potencijalnu suradnju s Åkerfeldtom, ali stilski se nije uklapala ni u jedan projekt kojim se Wilson tada bavio. Ponovno ju je snimio tijekom rada na Grace for Drowningu i objavio je na SoundCloudu; bubnjeve na toj pjesmi svirao je Gavin Harrison. Početkom 2011. najavio je i da se snimanje njegova drugog studijskog albuma bliži kraju.
Početkom lipnja 2011. Wilson je pokrenuo mrežne stranice za album, otkrio je kako će se zvati i podijelio je fotografije za album koje je izradio njegov dugogodišnji suradnik Lasse Hoile. S tih se stranica mogla besplatno preuzeti i pjesma „Remainder the Black Dog”. Dana 10. kolovoza 2011. na stranicama časopisa Sound and Vision počeo se prikazivati spot za pjesmu „Track One”. Glazbeni spot za pjesmu „Index” ubrzo je objavljen na Yahoo! Musicu. Od 16. kolovoza s WNYC-jevih stranica mogla se besplatno preuzeti skraćena inačica pjesme „Like Dust I Have Cleared from My Eye”. Glazbeni spot za pjesmu „Remainder the Black Dog” objavljen je 31. kolovoza na mrežnim stranicama časopisa Guitar World.
Wilson je o albumu izjavio ovo:
Posebna inačica albuma objavljena je na Blu-rayu; pjesme na toj inačici miksane su za sustav prostornog zvuka, a svakoj je pridružen zaseban videozapis.
Pjesma „Raider II” nadahnuta je ubojstvima američkog serijskog ubojice Dennisa Radera.

## Popis pjesama
Sve je pjesme napisao Steven Wilson.
| Prvi disk: Deform to Form a Star | Prvi disk: Deform to Form a Star              | Prvi disk: Deform to Form a Star | Prvi disk: Deform to Form a Star | Prvi disk: Deform to Form a Star | Prvi disk: Deform to Form a Star | Prvi disk: Deform to Form a Star | Prvi disk: Deform to Form a Star | Prvi disk: Deform to Form a Star | Prvi disk: Deform to Form a Star |
| Br.                              | Skladba                                       | Trajanje                         |                                  |                                  |                                  |                                  |                                  |                                  |                                  |
| -------------------------------- | --------------------------------------------- | -------------------------------- | -------------------------------- | -------------------------------- | -------------------------------- | -------------------------------- | -------------------------------- | -------------------------------- | -------------------------------- |
| 1.                               | »Grace for Drowning« (instrumentalna skladba) | 2:05                             |                                  |                                  |                                  |                                  |                                  |                                  |                                  |
| 2.                               | »Sectarian« (instrumentalna skladba)          | 7:41                             |                                  |                                  |                                  |                                  |                                  |                                  |                                  |
| 3.                               | »Deform to Form a Star«                       | 7:50                             |                                  |                                  |                                  |                                  |                                  |                                  |                                  |
| 4.                               | »No Part of Me«                               | 5:44                             |                                  |                                  |                                  |                                  |                                  |                                  |                                  |
| 5.                               | »Postcard«                                    | 4:28                             |                                  |                                  |                                  |                                  |                                  |                                  |                                  |
| 6.                               | »Raider Prelude« (instrumentalna skladba)     | 2:23                             |                                  |                                  |                                  |                                  |                                  |                                  |                                  |
| 7.                               | »Remainder the Black Dog«                     | 9:26                             |                                  |                                  |                                  |                                  |                                  |                                  |                                  |
| 39:37                            |                                               |                                  |                                  |                                  |                                  |                                  |                                  |                                  |                                  |

| Drugi disk: Like Dust I Have Cleared from My Eye | Drugi disk: Like Dust I Have Cleared from My Eye | Drugi disk: Like Dust I Have Cleared from My Eye | Drugi disk: Like Dust I Have Cleared from My Eye | Drugi disk: Like Dust I Have Cleared from My Eye | Drugi disk: Like Dust I Have Cleared from My Eye | Drugi disk: Like Dust I Have Cleared from My Eye | Drugi disk: Like Dust I Have Cleared from My Eye | Drugi disk: Like Dust I Have Cleared from My Eye | Drugi disk: Like Dust I Have Cleared from My Eye |
| Br.                                              | Skladba                                          | Trajanje                                         |                                                  |                                                  |                                                  |                                                  |                                                  |                                                  |                                                  |
| ------------------------------------------------ | ------------------------------------------------ | ------------------------------------------------ | ------------------------------------------------ | ------------------------------------------------ | ------------------------------------------------ | ------------------------------------------------ | ------------------------------------------------ | ------------------------------------------------ | ------------------------------------------------ |
| 1.                                               | »Belle de jour« (instrumentalna skladba)         | 2:59                                             |                                                  |                                                  |                                                  |                                                  |                                                  |                                                  |                                                  |
| 2.                                               | »Index«                                          | 4:48                                             |                                                  |                                                  |                                                  |                                                  |                                                  |                                                  |                                                  |
| 3.                                               | »Track One«                                      | 4:15                                             |                                                  |                                                  |                                                  |                                                  |                                                  |                                                  |                                                  |
| 4.                                               | »Raider II«                                      | 23:21                                            |                                                  |                                                  |                                                  |                                                  |                                                  |                                                  |                                                  |
| 5.                                               | »Like Dust I Have Cleared from My Eye«           | 8:01                                             |                                                  |                                                  |                                                  |                                                  |                                                  |                                                  |                                                  |
| 43:24                                            |                                                  |                                                  |                                                  |                                                  |                                                  |                                                  |                                                  |                                                  |                                                  |

## Recenzije
| Recenzije     | Recenzije |
| Izvor         | Ocjena    |
| ------------- | --------- |
| AllMusic      | [ 11 ]    |
| Classic Rock  | [ 12 ]    |
| PopMatters    | 8/10      |
| Rolling Stone | [ 14 ]    |

Grace for Drowning uglavnom je dobio pozitivne kritike. William Ruhlmann dao mu je tri i pol zvjezdice od njih pet u recenziji za AllMusic izjavivši da su „[s]tihovi raspoređeni po glazbi koja se stalno mijenja, što otvara vrata različitim stilovima i solističkim dionicama” te da pjesme na albumu odvode slušatelja na „emocionalno putovanje od tuge i ljutnje do prihvaćanja”.
U osvrtu za Rolling Stone David Fricke dao mu je četiri zvjezdice od njih pet; spomenuo je da je riječ o „prog rocku iz kojeg je iscijeđena nostalgija” i da album nije „izvrstan za utapanje, nego za uranjanje”. Jednaku mu je ocjenu dao Jon Hotten u recenziji za Classic Rock, koji je komentirao da je riječ o „albumu koji se ne može opisati, ali ga odmah morate poslušati”.
Brice Ezell dao mu je osam bodova od deset u osvrtu za PopMatters izjavivši: „Svakako nije lako slušati ovaj album, ali ipak često ulazi u uho. Album prikazuje sva obilježja Wilsonova glazbenog puta: od dobra osjećaja za melodiju do snažne ljubavi prema pustolovnoj glazbi. Njegova glazba možda će i dalje izazivati podijeljene reakcije, ali Grace for Drowning tako je dobar uradak da bi mu bodove za umjetničko izražavanje i glazbu na tom djelu trebali dati i oni koji ga zaista ne vole slušati.”

## Zasluge
| Glazbenici - Jordan Rudess – glasovir (CD 1: na 1. i 3. pjesmi); glasovirska solistička dionica (na pjesmi „Raider II”) - Steven Wilson – vokal (CD 1: osim na 2. i 6. pjesmi / CD 2: osim na pjesmi „Belle de jour”); klavijatura (osim na pjesmi „Raider Prelude”); gitara (CD 1: na 2., 3. i 5. pjesmi / CD 2: od 1. do 5. pjesme); autoharfa (CD 1: na pjesmi „Sectarian” / CD 2: na 1., 2. i 5. pjesmi); bas-gitara (CD 1: na 2. i 5. pjesmi / CD 2: na 1. i 4. pjesmi); udaraljke (CD 1: na pjesmi „No Part of Me” / CD 2: na pjesmi „Raider II”); glasovir (CD 1: od 5. do 7. pjesme / CD 2: na 4. i 5. pjesmi); gong (na pjesmi „Raider Prelude”); glockenspiel (na pjesmi „Remainder the Black Dog”); programiranje i aranžman za gudački orkestar (na pjesmi „Index”); harmonij (CD 2: na 4. i 5. pjesmi); produkcija, miksanje - Theo Travis – sopranski saksofon (na pjesmi „Sectarian”); klarinet (CD 1: na 3. i 7. pjesmi / CD 2: na pjesmi „Raider II”); saksofonska solistička dionica (na pjesmi „No Part of Me”); flauta i saksofon (CD 1: na pjesmi „Remainder the Black Dog” / CD 2: na pjesmi „Raider II”) - Ben Castle – klarinet (na pjesmi „Sectarian”) - Nick Beggs – Chapman Stick (CD 1: na 2. i 7. pjesmi / CD 2: na pjesmi „Raider II”); solistička dionica na bas-gitari (na pjesmi „No Part of Me”); bas-gitara (CD 1: na pjesmi „Remainder the Black Dog” / CD 2: na pjesmi „Raider II”) - Nic France – bubnjevi (CD 1: na 2., 3., 5. i 7. pjesmi / CD 2: od 3. do 5. pjesme) - Tony Levin – bas-gitara (CD 1: na pjesmi „Deform to Form a Star” / CD 2: na pjesmi „Like Dust I Have Cleared from My Eye”) - Pat Mastelotto – bubnjevi (CD 1: na pjesmi „No Part of Me” / CD 2: na pjesmi „Index”); produkcija (pjesme „No Part of Me”) - Markus Reuter – touch-gitara (na pjesmi „No Part of Me”) - Trey Gunn – gitara i bas-gitara (na pjesmi „No Part of Me”) - London Session Orchestra – gudački orkestar (CD 1: na 4. i 5. pjesmi / CD 2: na 1. i 2. pjesmi) - Dave Stewart – aranžman za gudački orkestar (CD 1: na 4. i 5. pjesmi / CD 2: na pjesmi „Belle de jour”); orkestracija (CD 1: na 4. i 5. pjesmi / CD 2: na 1. i 2. pjesmi); aranžman za zbor (CD 1: na 5. i 6. pjesmi / CD 2: na pjesmi „Raider II”) - Synergy Vocals – zbor (CD 1: na 5. i 6. pjesmi / CD 2: na pjesmi „Raider II”) - Steve Hackett – gitara (na pjesmi „Remainder the Black Dog”) - Mike Outram – gitara (na pjesmi „Raider II”) - Sand Snowman – akustična gitara (na pjesmi „Raider II”) - Dave Kerzner – dizajn zvuka (na pjesmi „Raider II”) | Ostalo osoblje - Mat Collis – tonska obrada - Paschal Byrne – masteriranje - Lasse Hoile – fotografija - Bettina Ejlersen – pomoć pri fotografiji - Carl Glover – ilustracije, dizajn |

## Ljestvice
| Ljestvica                | Najviša pozicija |
| ------------------------ | ---------------- |
| Austrija                 | 40.              |
| Belgija (Valonija)       | 76.              |
| Finska                   | 30.              |
| Francuska                | 96.              |
| Italija                  | 45.              |
| Nizozemska               | 22.              |
| Njemačka                 | 22.              |
| Poljska                  | 7.               |
| SAD (Billboard 200)      | 85.              |
| SAD (Independent Albums) | 12.              |
| SAD (Top Rock Albums)    | 19.              |
| Švicarska                | 54.              |
| Ujedinjeno Kraljevstvo   | 34.              |